# Parapoynx nivalis
Parapoynx nivalis ist ein Schmetterling aus der Familie der Crambiden (Crambidae). Das Artepitheton nivalis (= schneeweiß) bezieht sich auf die weiße Flügelfärbung.

## Merkmale
Die Falter erreichen eine Flügelspannweite von 16 bis 17 Millimeter bei den Männchen und 18 bis 22 Millimeter bei den Weibchen. Die Vorderflügel sind weiß und haben eine gelbbraune Proximallinie, die im oberen Drittel einen länglichen schwarzen Fleck trägt. Der Diskozellularfleck ist in zwei schwarze Flecke geteilt, die übereinander liegen. Die Distallinie ist gelbbraun und gebogen. Die Submarginallinie ist gelbbraun und in Richtung des Flügelaußenrandes gezackt. Der Submarginalbereich ist fahl gelbbraun und basal dunkel gerandet. Die Hinterflügel sind weiß und haben eine gelbbraune Proximallinie. Die gelbbraune Distallinie ist in Richtung des Flügelaußenrandes gezackt und der fahl gelbbraune Submarginalbereich ist innen dunkel gerandet.
Die Genitalarmatur der Männchen ist relativ klein. Der Uncus ist vergleichsweise lang und zugespitzt. Der Gnathos ist nicht gezähnt. Die Valven besitzen keine besonderen Merkmale und sind nicht distal verbreitert. Die Juxta ist oval. Der Phallus ist distal sehr schmal. An der Basis setzt der Bulbus ejaculatorius an.
Bei den Weibchen ist der Oviscapter relativ kurz. Er hat basal leicht geweitete Apophysen. Das Colliculum ist breit. Das Corpus bursae ist oval, das Signum besteht aus zwei langen, aufgerauten, schmalen Kämmen, die von einem leicht sklerotisiertem Bereich umgeben sind.

## Verbreitung
Parapoynx nivalis ist in Mittel- und Osteuropa beheimatet. Das Verbreitungsgebiet reicht von Deutschland bis in die Ukraine und von Polen bis Bulgarien. Die westlichsten Fundorte liegen in Ostdeutschland, dort tritt die Art aber nur sporadisch in Erscheinung. Außerhalb von Europa wurde die Art in Kasachstan (Oral, Emba) gefunden. Ein Nachweis aus Russland (Kasan) basiert auf einer Fehlbestimmung und ist der Art Phlyctaenia perlucidalis zuzuordnen.

## Biologie
Die Falter fliegen von Mai bis Juli, nach anderen Angaben auch bis August und in zwei Generationen auch bis in den September. Die Präimaginalstadien sind bisher unbekannt, sie leben vermutlich aquatisch.

## Systematik
Aus der Literatur sind folgende Synonyme bekannt:
- Pyralis nivalis Denis & Schiffermüller, 1775
- Phalaena candidata Fabricius, 1787
- Phalaena nivealis Fabricius, 1794
- Crambus niveus Fabricius, 1798

## Belege
1. ↑  Arnold Spuler (1908): Die Schmetterlinge Europas. Band 2. S. 221
2. 1 2  Patrice Leraut: Zygaenids, Pyralids 1. In: Moths of Europe. 1. Auflage. Volume III. NAP Editions, 2012, ISBN 978-2-913688-15-5, S. 129 (englisch).
3. 1 2 3 4 5 6  Barry Goater, Matthias Nuss, Wolfgang Speidel: Pyraloidea I (Crambidae, Acentropinae, Evergestinae, Heliothelinae, Schoenobiinae, Scopariinae). In: P. Huemer, O. Karsholt, L. Lyneborg (Hrsg.): Microlepidoptera of Europe. 1. Auflage. Band 4. Apollo Books, Stenstrup 2005, ISBN 87-88757-33-1, S. 61 (englisch).
4. ↑  Parapoynx nivalis bei Fauna Europaea. Abgerufen am 31. Dezember 2012
5. ↑  Global Information System on Pyraloidea (GlobIZ). Abgerufen am 31. Dezember 2012.